# Lo Pinetó
Lo Pinetó és una muntanya de 2.647 metres que es troba entre els municipis d'Espot i d'Alt Àneu, a la comarca del Pallars Sobirà.